# Sandro Tomić
Sandro Tomić (Split, 1972. október 29.) horvát labdarúgó, kapus.

## Pályafutása
Pályafutását hazájában, a horvát NK Primorac együttesében kezdte el. Játszott a Hajduk Split, az NK Zagreb és a DVSC csapatánál. A Hajduk 1995-ös, majd később a Debrecen 2005-ös és 2006-os bajnokságot nyerő csapatában is játszott, a Budapest Honvéddal megnyerte a Magyar Kupát is, azonban a sorozatban csak az ezüstérmes Debrecen színeiben szerepelt. Rövid ideig Dorogon is szerepelt. Az 1997-1998-as évad téli szünetében igazolta le a Budalakk Konzorcium FC Dorog NB. I/B-s csapata. A tavaszi szezon legelején védett néhány mérkőzésen. 2007 nyarán Tóth Iván kiszorította a kezdőcsapatból, s Pascal Borel érkezésével csak harmadik számú kapus lett volna. Ezért közös megegyezéssel szerződést bontott, s Iránba igazolt, az újonnan alakult PAS Hamedan csapatához távozott.
Iránból szűk egy év után továbbállt a másodosztályú horvát NK Imotski csapatához, majd innen 2009 őszén Ciprusra igazolt a Nea Salamis Famagusta együtteséhez, ahol 2011-ben befejezte a pályafutását.
2019. márciusban a Türkmenisztán Labdarúgó Szövetsége Sandro Tomićet nevezte ki Türkmenisztán labdarúgó-válogatottja edzőjének. A szerződést 1 évre írják alá. Sandro Tomić horvát szakember segít Ante Mišenek Türkmenisztán nemzeti csapatában. A horvát edzők nemcsak a nemzeti válogatott, hanem Türkmenisztán egész labdarúgásáért felelősek.